# Lorenzo Petris de Dolammare
Lorenzo Petris de Dolammare (ur. 2 stycznia 1835 w Cresie, zm. 3 września 1910 w Sapë) – włoski biskup rzymskokatolicki, biskup ordynariusz Pultu w latach 1889–1890, biskup ordynariusz Sapë w latach 1890–1892, biskup senior diecezji Sapë, oraz biskup tytularny diecezji Esbus w latach 1893–1910.